# I Am Me
I Am Me è il secondo album inciso da Ashlee Simpson.
L'album include le hit Boyfriend, che diventa subito numero 1 nella classifica americana e L.O.V.E.; di queste due tracce Ashlee realizza anche il video. L'album contiene anche brani più melodici come Catch Me When I Fall suonato al pianoforte, ed altri rock come la "title track" I Am Me.
In totale ha venduto nel mondo circa 3.5 milioni di copie

## Tracce
(tutte le canzoni scritte da Kara DioGuardi, John Shanks, e Simpson)
1. Boyfriend - 3:00
2. In Another Life - 3:48
3. Beautifully Broken - 3:16
4. L.O.V.E. - 2:34
5. Coming Back For More - 3:30
6. Dancing Alone - 3:55
7. Burnin Up - 3:57
8. Catch Me When I Fall - 4:02
9. I Am Me - 3:18
10. Eyes Wide Open - 4:10
11. Say Goodbye - 4:15

### Bonus track
1. Kicking And Screaming (Ashlee Simpson, Justin Duarte) - 2:58 (Europa e Giappone)
2. Fall In Love With Me (Ashlee Simpson) - 2:58 (Europa e Giappone; inclusa anche nel pacchetto pre-order iMTS statunitense)
3. Get Nasty (Ashlee Simpson, John Shanks) - 3:16 (Giappone)